# Loramycetaceae
Loramycetaceae is een  familie van de Leotiomycetes, behorend tot de orde van Helotiales. Het typegeslacht is Loramyces.

## Taxonomie
De familie Loramycetaceae bestaat uit slechts de volgende geslachten: 
- Acidomelania (1)
- Loramyces (2)
- Obtectodiscus (2)